# Nolte Möbel Industrie Holding
Koordinaten: 49° 12′ 15,9″ N, 8° 22′ 31,4″ O
Die Nolte Möbel Industrie GmbH (kurz: Nolte Möbel) ist ein deutscher Hersteller von Schrank- und Schlafzimmermöbeln mit Sitz in Germersheim in Rheinland-Pfalz. Das Unternehmen gehört zur Nolte-Gruppe. Nolte-Möbel wurde 1955 gegründet und zählt heute zu den bedeutendsten Anbietern für Schlafzimmer- und Schranksysteme in Europa.

## Geschichte
Ab 1923 stellte Unternehmensgründer Georg Nolte im westfälischen Rheda Polierscheiben und Putzwolle her. Erst in den 1930er Jahren stieg das Unternehmen in die Möbelherstellung ein. Auf die Übernahme einer kleinen Möbelfabrik in Delbrück (1932) folgte 1937 die Gründung eines zweiten Werkes in Brilon. Georg Noltes Sohn Konrad trat 1945 an die Spitze des Unternehmens in Rheda. 1947 wurde die Nolte-Gruppe gezielt ausgebaut. Konrad Nolte ließ als erster Möbelproduzent Fließbandfertigung einführen. 1955 gründete er das Möbelunternehmen Nolte-Möbel in Germersheim und begann 1958 mit der Produktion von Schlafzimmern. 1978 wurde das Portfolio um Schwebetürenschränke erweitert, 1979 um Rasterschrankprogramme. 2002 erfolgte die Einweihung des neuen 3300 Quadratmeter großen Messe- und Schulungszentrums.
Im Februar 2024 wurde ein Insolvenzverfahren für Nolte eröffnet.

## Standorte
Unternehmenssitz, Ausstellung sowie alle Produktionsstätten befinden sich in Germersheim in Rheinland-Pfalz.

## Absatzmärkte
Nolte-Möbel sind unter anderem in Deutschland, Österreich, Schweiz, Niederlande, Belgien, Luxemburg, Großbritannien, Frankreich, Russland, Ungarn, Indien und China erhältlich.

## Engagement
Nolte-Möbel werden ausschließlich „made in germany“ gefertigt. Das Unternehmen wurde als Mitglied der Deutschen Gütegemeinschaft Möbel mit dem Gütezeichen Goldenes M ausgezeichnet. Darüber hinaus trägt die gesamte Produktpalette den Blauen Engel, der als Umwelt-Gütezeichen für eine emissionsarme Produktion steht. Seit 2010 setzt Nolte-Möbel bei der Produktion verstärkt auf Hölzer aus nachhaltig bewirtschafteten Wäldern und ist mit dem FSC- sowie dem PEFC-Gütesiegel zertifiziert. 2012 erfolgt die Umstellung auf Öko-Strom.